# Rivière Catherine
Rivière Catherine är ett vattendrag i Kanada.   Det ligger i provinsen Québec, i den östra delen av landet, 500 km nordost om huvudstaden Ottawa. Rivière Catherine ligger vid sjöarna  Lac de la Nichée och Lac du Faux Canal.
I omgivningarna runt Rivière Catherine växer i huvudsak blandskog. Trakten runt Rivière Catherine är nära nog obefolkad, med mindre än två invånare per kvadratkilometer.